# Thopia

Wappen der Familie Thopia

Die Thopia (auch Topia, Thopias, Thopius und Theopias genannt) waren ein albanisches Adelsgeschlecht zwischen dem 14. und 15. Jahrhundert. Ihre Grafschaft (später: Fürstentum) umfasste auf dem Höhepunkt ihrer Macht das Gebiet zwischen dem Fluss Mat im Norden und dem Fluss Seman im Süden im heutigen Albanien. Die Festung von Kruja war die wichtigste Familienresidenz.

## Frühgeschichte (1329–1358)
Die erste Erwähnung des Namens Thopia stammt vom Jahr 1329, als Tanusio Topia als einer der Grafen Albaniens bezeichnet wird. 1338 wird Tanusio Topia als Graf von Mati urkundlich erwähnt. Laut den beiden Historikern Anamali und Prifti hatte Tanusio einen Bruder, Dominik, der ein hoher Kleriker war und als Berater im Königshof von Robert von Anjou fungierte.
Tanusios Sohn oder Bruder, Andreas Thopia, verliebte sich in eine uneheliche Tochter Roberts von Anjou, die auf dem Weg zu ihrer Hochzeit mit einem Beamten im Fürstentum Achaia war und in Durazzo (Durrës) Halt machte. Laut Karl Hopf – und wie von Gjon Buzuku erwähnt – entführte und heiratete Andreas sie. Das Paar bekam zwei Söhne, Karl und Georg Thopia. Der wütende König Robert lud das Paar unter dem Vorwand der Versöhnung zu sich nach Neapel ein und ließ sie hinrichten.
Die Adelsfamilie der Thopia konvertierte während oder vor der Zeit Tanusios von der orthodoxen zur römisch-katholischen Kirche.

## Unter Karl Thopia (1358–1388)

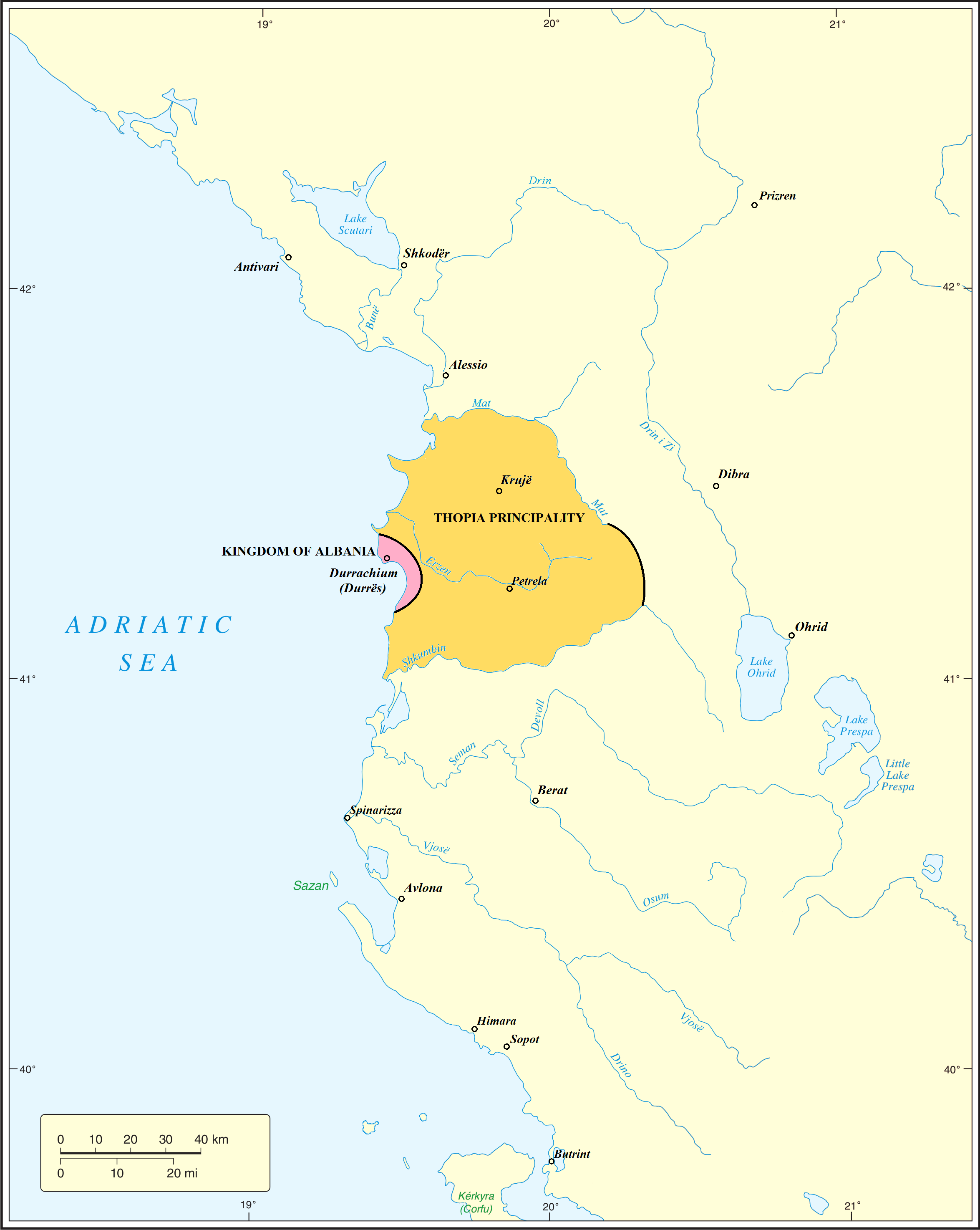
Ungefährer Machtbereich von Karl Thopia im Jahr 1368, noch bevor er Durazzo erstmals einnehmen konnte.

Unter der Herrschaftszeit Karl Thopias erreichte die Adelsfamilie den Höhepunkt ihrer Macht. Nach dem Tod von Zar Stefan Uroš IV. Dušan im Jahr 1355 konnte Karl um 1358 große Teile Mittelalbaniens einnehmen, die bis damals zum Serbischen Kaiserreich gehörten. 1362 griffen die Truppen Karls erstmals die Hafenstadt Durazzo an, die in angevinischen Händen war. Obwohl er die Stadt nicht erobern konnte, mussten die Herrscher von Durazzo einen jährlichen Tribut an seine Familie zahlen. 1368 konnte er schließlich die Stadt einnehmen.
Um 1370 attackierten Karl und seine Armee die Besitzungen der Muzaka und konnten ihnen das Gebiet zwischen den Flüssen Shkumbin und Seman abschlagen. Nun reichte das Einflussgebiet der Thopias vom Mat im Norden bis zum Seman im Süden, womit sie den Höhepunkt ihrer Macht erlangten. Dieses aggressive Verhalten stellte eine komplizierte Situation her und brachte viele Feinde auf den Plan. So ließ 1376 Ludwig von Navarra, der die Rechte des Königreichs Albanien von seiner zweiten Ehefrau beerbt hatte, einen Angriff auf die Stadt starten und konnte sie dann einnehmen. 1383 aber eroberte Karl Durazzo zurück.
Die Muzakas verbündeten sich mit Balša II. gegen die Thopias. Anfang 1385 wurde Durazzo während eines Überraschungsangriffs von Balša II. erobert. Karl bat die Osmanen um Hilfe und konnte letztendlich Balšas Truppen bei der Schlacht von Savra (18. September 1385) schlagen. Durazzo kam im selben Jahr wieder in seine Macht und er hielt die Stadt bis zu seinem Tod 1388. Danach beerbte sie sein Sohn Georg Thopia, der die Stadt und die nahen Ländereien an die Republik Venedig übergab.

## Nach Karl (1388–1415)

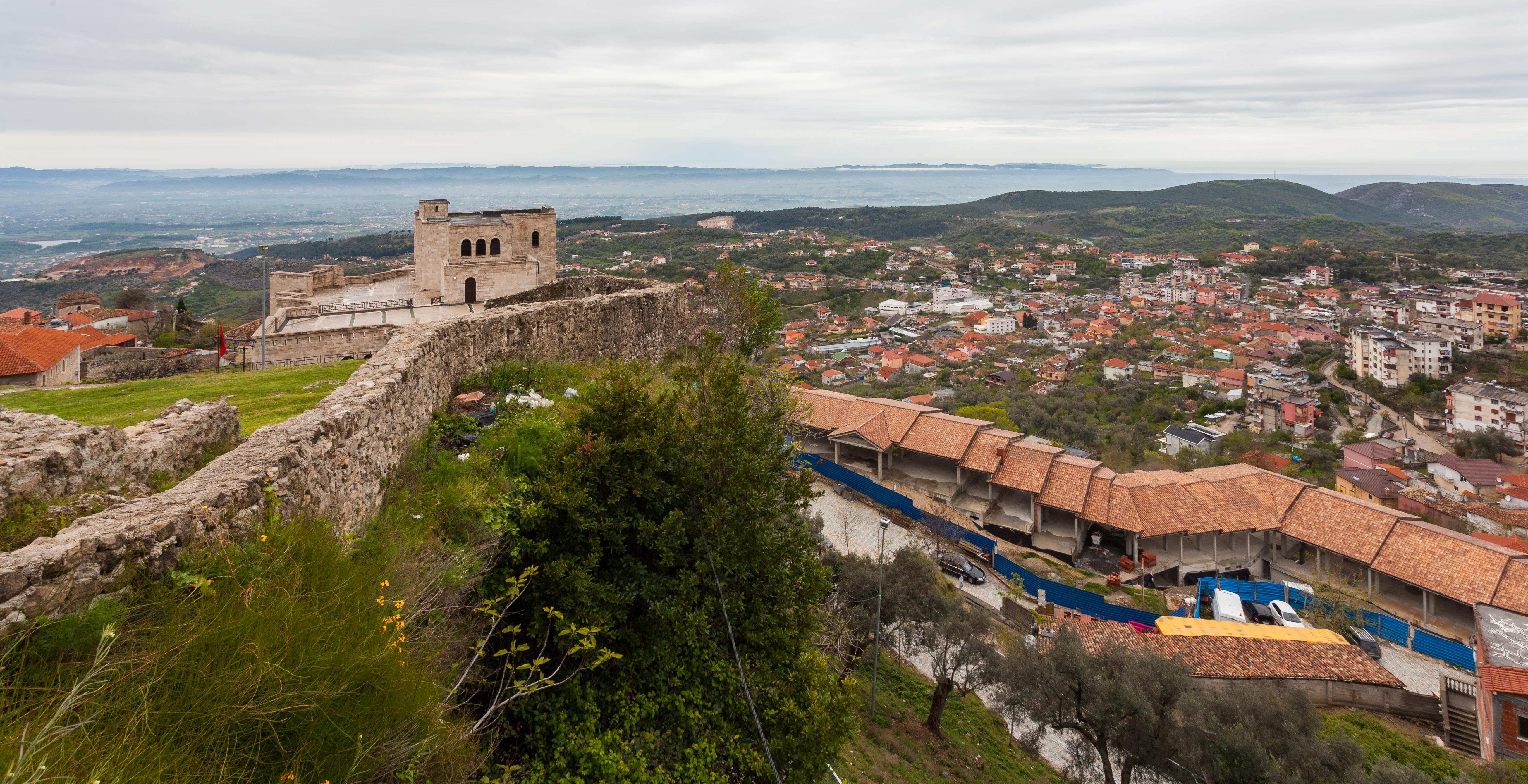
Die Festung von Kruja

Nach dem Tod Karl Thopias teilten seine Tochter Helena Thopia und sein Sohn Georg Thopia den Machtbereich ihres Vaters unter sich auf. Georg behielt die Stadt Durazzo und ihre Umgebung, welche er später der Republik Venedig übergab, während seine Schwester Helena über die Stadt und Festung Kruja sowie über deren Umland herrschte. Helena war mit dem venezianischen Adligen Marco Barbarigo verheiratet. Graf Niketa Thopia, ein Halbbruder Georgs und Helenas, regierte über die Region südlich von Durazzo. 1403 konnte er das Gebiet Helenas dem seinigen einverleiben. Niketa hatte gute Beziehungen mit Venedig, das an einer Pufferzone zu den fortschreitenden osmanischen Truppen interessiert war. 1412 erlitt er gegen die Streitkräfte Theodor Muzakas II. eine schwere Niederlage. Niketa wurde dabei gefangen genommen und konnte nur mithilfe der Republik Ragusa wieder freigelassen werden jedoch mit der Bedingung, dass er den Muzakas einige Gebiete um den Fluss Shkumbin abgab. Nach seinem Tod 1415 fiel die Festung von Kruja an die Osmanen.

## Spätere Familienmitglieder
Ein berühmtes späteres Familienmitglied war Tanush Thopia II., ein Kommandant in Skanderbegs Armee und der Befehlshaber der albanischen Verteidigungskräfte während der Belagerung Krujas 1466–1467.

## Mitglieder der Adelsfamilie
- nicht bekannt
  - Tanush Thopia I. († nach 1338)
    - Andreas Thopia († um 1340)
      - Karl Thopia (um 1335–1388)
        - Georg Thopia (um 1355–1392)
        - Helena Thopia (vor 1388–nach 1403)
        - Vojsava Thopia
        - Maria Thopia, Mutter unbekannt
        - Niketa Thopia, Mutter unbekannt
          - Mara Thopia

      - Bruder Karls, Name unbekannt, vielleicht Georg/Gjergj
        - Andreas Thopia II.
        - Bruder oder Schwester Andreas’, Name unbekannt
          - Tanush Thopia II. († 1467), Feldherr, Verbündeter Skanderbegs

  - Dominik Thopia, Kleriker und Berater von König Robert